# Нучо Ордине
Нучо Ордине (на италиански: Nuccio Ordine) е италиански литературовед, университетски преподавател и критик. Добива световна известност като експерт по творчеството на Джордано Бруно. Книгите му са превеждани на множество езици (в това число: японски и китайски). Носител е на ред отличия и награди.
Нучо Ордине се дипломира като филолог в Калабрийския университет през 1982 г. Прави докторат на тема „Литературни науки“ (Scienze letterarie: retorica e tecniche dell'interpretazione). През следващите десетилетия е гост професор в престижни университети из Европа и Америка. Участва в редакционните колегии при различни публикации на ренесансова литература. Заедно с Умберто Еко основават издателството „Корабът на Тезей“ (La nave di Teseo) в Милано. В България сътрудничи с Владимир Градев в издателство „Изток-Запад“.

## Трудове
- 1996 La cabala dell'asino. Asinità e conoscenza in Giordano Bruno, Napoli: Liguori, ISBN 978-88-207-1475-8. (Milano: La Nave di Teseo, 2017, ISBN 978-88-934-4356-2).
- 2003 La soglia dell'ombra. Letteratura, filosofia e pittura in Giordano Bruno, Venezia: Marsilio, ISBN 978-88-317-8149-7.
- 2007 Contro il Vangelo armato. Giordano Bruno, Ronsard e la religione, Milano: Raffaello Cortina, ISBN 978-88-603-0086-7.
- 2009 Teoria della novella e teoria del riso nel Cinquecento, Napoli: Liguori, ISBN 978-88-207-2609-6.
- 2009 Le rendez-vous des savoirs. Littérature, philosophie et diplomatie à la Renaissance, París: Les Belles Lettres,
- 2012 Les portraits de Gabriel Garcia Marquez : La répétition et la différence, Paris: Les Belles Lettres, 71 p. (ISBN 978-2251444505)
- 2015 L'utilità dell'inutile. Manifesto. Milano: Bompiani, 2013, ISBN 978-88-452-7448-0.,
  - Ползата от безполезното, София: Изток Запад, 2015, ISBN: 978-619-152-701-4
- 2015 Tre corone per un re. L'impresa di Enrico III e i suoi misteri, Milano: Bompiani, ISBN 978-88-452-7709-2.
- 2016 Classici per la vita. Una piccola biblioteca ideale, Milano: La Nave di Teseo, ISBN 978-88-934-4026-4.
  - Цял живот с класиците, София: Изток Запад, 2017, ISBN: 978-619-01-0131-4
- 2018 Una escuela para la vida, Valparaíso: Universidad de Valparaíso ISBN 978-956-214-203-8
- 2018 Gli uomini non sono isole. I classici ci aiutano a vivere, Milano: La Nave di Teseo, ISBN 978-88-934-4671-6.
- 2022 George Steiner. L'ospite scomodo, Milano: La nave di Teseo ISBN 978-88-346-1118-0.